# Кубок африканських націй серед жінок 2018 (кваліфікаційний раунд)
Кваліфікаційний раунд до Кубку африканських націй серед жінок 2018 проходив із 4 квітня по 11 липня 2018 року. Усього брали участь 24 національні збірні команди.
Збірні команди, що переможуть у другому раунді отримують путівку до Кубку Африки серед жінок 2018, господарем якого є Гана.

## Команди
Усього в кваліфікаційному раунді можуть брати участь, крім Гани, 53 члени КАФ. На початку жовтня 2017 року було оголошено, що до жеребкування долучилися 24 національні команди.
Спочатку Екваторіальна Гвінея не була допущена до Кубка африканських націй 2018 серед жінок, але у липні 2017 року, після позачергової сесії комітету КАФ, була включена до жеребкування. Однак ФІФА заборонив даній національній команді претендувати на Чемпіонат світу серед жінок 2019, незважаючи на результат у Кубку африканських чемпіонів 2018.
Команди розподілили за жіночим рейтингом ФІФА станом на вересень 2017 року.
| Національна збірна   | Очки     |
| Господар             | Господар |
| -------------------- | -------- |
| Гана                 | 46       |
| Другий раунд         |          |
| Нігерія              | 35       |
| Камерун              | 47       |
| Екваторіальна Гвінея | 51       |
| ПАР                  | 52       |
| Перший раунд         |          |
| Кот-д'Івуар          | 63       |
| Марокко              | 72       |
| Алжир                | 74       |
| Сенегал              | 78       |
| Зімбабве             | 83       |
| Малі                 | 85       |
| Ефіопія              | 93       |
| Буркіна-Фасо         | 101      |
| Замбія               | 102      |
| Намібія              | 103      |
| Танзанія             | 108      |
| Кенія                | 114      |
| Уганда               | 115      |
| ЦАР                  | БР       |
| Республіка Конго     | БР       |
| Гамбія               | БР       |
| Лесото               | БР       |
| Лівія                | БР       |
| Сьєрра-Леоне         | БР       |
| Есватіні             | БР       |

Примітка: Зеленим виділені команди, що отримали путівку до Кубку африканських націй серед жінок 2018.
Національні збірні, що не брали участь
- Ангола (БР)
- Бенін (БР)
- Ботсвана (118)
- Бурунді (БР)
- Кабо-Верде (БР)
- Чад (БР)
- Коморські Острови (БР)
- Джибуті (БР)
- ДР Конго (БР)
- Єгипет (77)
- Еритрея (БР)
- Габон (БР)
- Гвінея (98)
- Гвінея-Бісау (БР)
- Ліберія (БР)
- Мадагаскар (БР)
- Малаві (БР)
- Мавританія (БР)
- Маврикій (БР)
- Мозамбік (БР)
- Нігер (БР)
- Руанда (111)
- Сан-Томе і Принсіпі (БР)
- Сейшельські Острови (БР)
- Сомалі (БР)
- Південний Судан (БР)
- Судан (БР)
- Того (БР)
- Туніс (71)

## Формат
У відбіркових матчах для визначення переможця команди зіграють по два матчі: удома та у гостях. Команда, що забиває більше голів за сукупністю двох матчів переходить до наступного раунду. Якщо після двох матчів рахунок рівний, то застосовується правило гола, забитого на чужому полі. Якщо і у даному випадку рахунок залишається рівний, то призначаються післяматчеві пенальті. Додатковий час не призначається.

## Розклад
Спочатку матчі повинні були проходити першого раунду з 26 лютого по 6 березня та другого раунду — 2-10 квітня 2018 року. Однак дати були перенесені у зв'язку з проведенням жіночого футбольного симпозіуму КАФ у березні.
| Раунд        | Дата             |
| ------------ | ---------------- |
| Перший раунд | 4-10 квітня 2018 |
| Другий раунд | 4-12 червня 2018 |

## Перший раунд

### Огляд
| Команда 1        | Заг.           | Команда 2   | 1-й матч | 2-й матч |
| ---------------- | -------------- | ----------- | -------- | -------- |
| Сенегал          | 2:3            | Алжир       | 2:1      | 0:2      |
| Лівія            | 0:15           | Ефіопія     | 0:8      | 0:7      |
| Марокко          | 1:1 (ч)        | Кот-д'Івуар | 1:1      | 0:0      |
| Сьєрра-Леоне     | т. п.          | Малі        | —        | —        |
| Буркіна-Фасо     | 3:3 (пен. 3:5) | Гамбія      | 2:1      | 1:2      |
| Республіка Конго | 3:1            | ЦАР         | 2:0      | 1:1      |
| Кенія            | 1:0            | Уганда      | 1:0      | 0:0      |
| Лесото           | 3:1            | Есватіні    | 1:0      | 2:1      |
| Танзанія         | 4:4 (ч)        | Замбія      | 3:3      | 1:1      |
| Намібія          | 0:4            | Зімбабве    | 0:2      | 0:2      |

### Матчі
| 4 квітня 2018 17:00 (UTC±0) |

| Сенегал                   | 2:1      | Алжир        |
| ------------------------- | -------- | ------------ |
| Д'єдью 6' (пен.) Діоп 10' | Протокол | Бенлазар 38' |

| «Аль-Джиго», Дакар Арбітр: Вінсентія Еніонам Амедоме (Того) |

| 10 квітня 2018 17:45 (UTC+1) |

| Алжир                              | 2:0      | Сенегал |
| ---------------------------------- | -------- | ------- |
| Секуане 24' (пен.) Бенайчуче 90+3' | Протокол |         |

| «20 серпня 1955 року», Алжир Арбітр: Зомедре Соня Коре (Кот д'Івуар) |

Алжир переміг із загальним рахунком 3:2.
| 4 квітня 2018 15:00 (UTC+2) |

| Лівія | 0:8      | Ефіопія                                                                |
| ----- | -------- | ---------------------------------------------------------------------- |
|       | Протокол | Зергав 4', 20', 61' Абера 18', 23' Фелеке 32' Тадессе 44' Кеф'ялев 47' |

| «Петроспорт», Каїр (Єгипет) Арбітр: Тереза Бремансу (Гана) |

| 10 квітня 2018 16:00 (UTC+3) |

| Ефіопія                                                 | 7:0      | Лівія |
| ------------------------------------------------------- | -------- | ----- |
| Бувлі 13' Абера 27', 51', 82', 87' Зергав 45' Бойзо 74' | Протокол |       |

| «Аддис-Абеба», Аддис-Абеба Арбітр: Саліма Муканьсанга (Руанда) |

Ефіопія перемогла переміг із загальним рахунком 15:0.
| 6 квітня 2018 16:00 (UTC+1) |

| Марокко    | 1:1      | Кот-д'Івуар            |
| ---------- | -------- | ---------------------- |
| Чеббак 76' | Протокол | Ф. Кулібелі 52' (пен.) |

| Комплекс імені Мулай ель-Хассана, Рабат Арбітр: Therese Раїсса Негель (Камерун) |

| 10 квітня 2018 15:00 (UTC±0) |

| Кот-д'Івуар | 0:0      | Марокко |
| ----------- | -------- | ------- |
|             | Протокол |         |

| Фелікс Уфуе-Буаньї, Абіджан Арбітр: Гледіс Ленгве (Замбія) |

Нічия 1:1. Кот д'Івуар переміг за правилом виїзного голу.
| 7 квітня 2018 |

| Сьєрра-Леоне | -:+      | Малі |
| ------------ | -------- | ---- |
|              | Протокол |      |

| Арбітр: Аджаї Фолусо Адевуї (Нігерія) |

| 10 квітня 2018 17:00 (UTC±0) |

| Малі | +:-      | Сьєрра-Леоне |
| ---- | -------- | ------------ |
|      | Протокол |              |

| «Мамаду Конате», Бамако Арбітр: Дорзаф Гануаті (Туніс) |

Технічна перемога Малі. Сьєрра-Леоне з фінансових причин відмовився від матчів.
| 7 квітня 2018 16:00 (UTC±0) |

| Буркіна-Фасо       | 2:1      | Гамбія        |
| ------------------ | -------- | ------------- |
| С. Сімпор 27', 80' | Протокол | Ад. Тамба 23' |

| «4-го серпня», Уагадугу Арбітр: Фату Тжун (Сенегал) |

| 10 квітня 2018 16:30 (UTC±0) |

| Гамбія                        | 2:1      | Буркіна-Фасо  |
| ----------------------------- | -------- | ------------- |
| Ад. Тамба 19' Куанда 20' (аг) | Протокол | С. Сімпор 53' |
|                               | Пенальті |               |
| ? · ? · ? · ? · ?             | 5:3      | ? · ? · ? · ? |

| «Незалежність», Bakau Арбітр: Бухра Карбубі (Марокко) |

Нічия 3:3. Гамбія перемогла в післяматчевих пенальті з рахунком 5:3.
| 4 квітня 2018 15:30 (UTC+1) |

| Республіка Конго              | 2:0      | ЦАР |
| ----------------------------- | -------- | --- |
| Коколо 40' (пен.) Дембеле 44' | Протокол |     |

| Стадіон імені Альфонса Массамба-Деба, Браззавіль Арбітр: Джонсіа Рукьяа Кабакама (Танзанія) |

| 8 квітня 2018 15:00 (UTC+1) |

| ЦАР       | 1:1      | Республіка Конго |
| --------- | -------- | ---------------- |
| Демба 71' | Протокол | Дембеле 18'      |

| Стадіон імені Бартелемі Боганда, Бангі Арбітр: Суавіс Іратунга (Бурунді) |

Конго переміг із загальним рахунком 3:1.
| 4 квітня 2018 15:00 (UTC+3) |

| Кенія     | 1:0      | Уганда |
| --------- | -------- | ------ |
| Адера 53' | Протокол |        |

| «Кеніатта», Мачакос Арбітр: Летиція Антонелла Віана (Свазіленд) |

| 8 квітня 2018 16:00 (UTC+3) |

| Уганда | 0:0      | Кенія |
| ------ | -------- | ----- |
|        | Протокол |       |

| Стадіон імені Філліпа Омонді, Кампала Арбітр: Ахона Зенніт Макаліма (ПАР) |

Кенія перемогла із загальним рахунком 1:0.
| 6 квітня 2018 16:00 (UTC+2) |

| Лесото     | 1:0      | Есватіні |
| ---------- | -------- | -------- |
| Малоро 18' | Протокол |          |

| «Сетсото», Масеру Арбітр: Анаель Валері Умонда (Габон) |

| 10 квітня 2018 15:00 (UTC+2) |

| Есватіні    | 1:2      | Лесото                |
| ----------- | -------- | --------------------- |
| Дламіні 88' | Протокол | Хеме 30' Лебакенг 65' |

| Національний стадіон Сомхоло, Лобамба Арбітр: Марія Рівет (Маврикій) |

Лесото переміг із загальним рахунком 3:1.
| 4 квітня 2018 16:00 (UTC+3) |

| Танзанія                   | 3:3      | Замбія                  |
| -------------------------- | -------- | ----------------------- |
| Абдаллах 1' Рашид 22', 47' | Протокол | Банда 25', 78' Зулу 46' |

| Національний стадіон, Дар-ес-Салам Арбітр: Ламгор Лае (Чад) |

| 8 квітня 2018 15:00 (UTC+2) |

| Замбія         | 1:1      | Танзанія   |
| -------------- | -------- | ---------- |
| Кундананджі 2' | Протокол | Мінджа 71' |

| «Нколома», Лусака Арбітр: Лідія Тафесес (Ефіопія) |

Нічия 4:4. Замбія перемогла за правилом виїзного голу.
| 5 квітня 2018 18:00 (UTC+2) |

| Намібія | 0:2      | Зімбабве               |
| ------- | -------- | ---------------------- |
|         | Протокол | Нйомве 21' Чіранду 89' |

| Стадіон імені Сема Нуйоми, Віндгук Арбітр: Шансель Синтія Імейн Нгакосса (Конго) |

| 8 квітня 2018 15:00 (UTC+2) |

| Зімбабве              | 2:0      | Намібія |
| --------------------- | -------- | ------- |
| Мсіпа 73' Чіранду 84' | Протокол |         |

| «Руфаро», Хараре Арбітр: Кароліна Ванджала (Кенія) |

Зімбібве переміг із загальним рахунком 4:0.

## Другий раунд

### Огляд
| Команда 1        | Заг.    | Команда 2            | 1-й матч | 2-й матч |
| ---------------- | ------- | -------------------- | -------- | -------- |
| Алжир            | 6:3     | Ефіопія              | 3:1      | 3:2      |
| Кот-д'Івуар      | 2:2 (ч) | Малі                 | 2:2      | 0:0      |
| Гамбія           | 0:7     | Нігерія              | 0:1      | 0:6      |
| Республіка Конго | 0:10    | Камерун              | 0:5      | 0:5      |
| Кенія            | 2:3     | Екваторіальна Гвінея | 2:1      | 0:2      |
| Лесото           | 0:7     | ПАР                  | 0:1      | 0:6      |
| Замбія           | 2:2 (ч) | Зімбабве             | 0:1      | 2:1      |

### Матчі
| 6 червня 2018 22:00 (UTC+1) |

| Алжир                              | 3:1      | Ефіопія  |
| ---------------------------------- | -------- | -------- |
| Рамдані 19' Сідхум 32' Секуане 68' | Протокол | Біза 16' |

| «5 липня 1962 року», Алжир Арбітр: Ісату Турей (Гамбія) |

| 10 червня 2018 16:00 (UTC+3) |

| Ефіопія        | 2:3      | Алжир                                 |
| -------------- | -------- | ------------------------------------- |
| Абера 63', 72' | Протокол | Бугані 18' Секуане 45+2' Бенлазар 53' |

| «Аддис-Абеба», Аддис-Абеба Арбітр: Дорзаф Гануаті (Туніс) |

Алжир переміг із загальним рахунком 6:3.
| 6 червня 2018 16:00 (UTC±0) |

| Кот-д'Івуар                   | 2:2      | Малі                |
| ----------------------------- | -------- | ------------------- |
| Ілло 37' (пен.) Н'Гуессан 90' | Протокол | Тангара 7' Туре 47' |

| Фелікс Уфуе-Буаньї, Абіджан Арбітр: Aurore Крістель М. Ліган (Бенін) |

| 10 червня 2018 16:30 (UTC±0) |

| Малі | 0:0      | Кот-д'Івуар |
| ---- | -------- | ----------- |
|      | Протокол |             |

| «Мамаду Конате», Бамако Арбітр: Бухра Карбубі (Марокко) |

Нічия 2:2. Малі переміг за правилом виїзного голу.
| 6 червня 2018 16:00 (UTC±0) |

| Гамбія | 0:1      | Нігерія       |
| ------ | -------- | ------------- |
|        | Протокол | Окоронкво 19' |

| «Незалежність», Bakau Арбітр: Тенеба Вагайоко (Малі) |

| 11 червня 2018 16:00 (UTC+1) |

| Нігерія                                             | 6:0      | Гамбія |
| --------------------------------------------------- | -------- | ------ |
| Ораранозіє 3' (пен.), 49', 69', 83' Ошоала 44', 74' | Протокол |        |

| «Агеге», Лагос Арбітр: Лідія Тафесес (Ефіопія) |

Нігерія переміг із загальним рахунком 7:0.
| 6 червня 2018 15:30 (UTC+1) |

| Республіка Конго | 0:5      | Камерун                                               |
| ---------------- | -------- | ----------------------------------------------------- |
|                  | Протокол | Абена 2' Нчут 27' Мані 29' Янго 61' (пен.) Онгене 64' |

| Стадіон імені Альфонса Массамба-Деба, Браззавіль Арбітр: Матабо Марія Колокотоане (Лесото) |

| 9 червня 2018 15:30 (UTC+1) |

| Камерун                                      | 5:0      | Республіка Конго |
| -------------------------------------------- | -------- | ---------------- |
| Нчут 19' Абена 22' Онгене 51', 53' Акаба 84' | Протокол |                  |

| Стадіон імені Ахмаду Ахіджо, Яунде Арбітр: Аджаї Фолусо Адевуї (Нігерія) |

Камерун переміг із загальним рахунком 10:0.
| 6 червня 2018 16:00 (UTC+3) |

| Кенія                | 2:1      | Екваторіальна Гвінея |
| -------------------- | -------- | -------------------- |
| Енгеша 41' Акіда 82' | Протокол | Бохо 39'             |

| «Кеніатта», Мачакос Арбітр: Джулі Каньембо К'ябута (ДР Конго) |

| 9 червня 2018 17:00 (UTC+1) |

| Екваторіальна Гвінея | 2:0      | Кенія |
| -------------------- | -------- | ----- |
| Чінаса 61' Нке 63'   | Протокол |       |

| Нуево Естадіо де Малабо, Малабо Арбітр: Гледіс Ленгве (Замбія) |

Екваторіальна Гвінея перемогла із загальним рахунком 3:2.
| 6 червня 2018 15:00 (UTC+2) |

| Лесото | 0:1      | ПАР           |
| ------ | -------- | ------------- |
|        | Протокол | Сеопозенве 9' |

| «Сетсото», Масеру Арбітр: Зенкс Н'ягує (Зімбабве) |

| 10 червня 2018 15:00 (UTC+2) |

| ПАР                                             | 6:0      | Лесото |
| ----------------------------------------------- | -------- | ------ |
| Сеопозенве 2', 60', 83' Ісау 5', 51' Магайа 79' | Протокол |        |

| Стадіон імені доктора Педрус Молемела, Блумфонтейн Арбітр: Шаміраг Набадда (Уганда) |

ПАР переміг із загальним рахунком 7:0.
| 6 червня 2018 15:00 (UTC+2) |

| Замбія | 0:1      | Зімбабве   |
| ------ | -------- | ---------- |
|        | Протокол | Нйомве 18' |

| «Нколома», Лусака Арбітр: Нірініжахарарі Рахаріона (Мадагаскар) |

| 10 червня 2018 15:00 (UTC+2) |

| Зімбабве  | 1:2      | Замбія              |
| --------- | -------- | ------------------- |
| Джейк 45' | Протокол | Чанда 53' Банда 86' |

| «Руфаро», Хараре Арбітр: Шансель Синтія Імейн Нгакосса (Конго) |

Нічия 2:2. Замбія перемогла за правилом виїзного голу.

## Турнірна сітка
Переможці другого раунду кваліфікуються до фінального турніру.
|  | Перший раунд | Перший раунд | Перший раунд | Перший раунд | Перший раунд |  |  | Другий раунд | Другий раунд | Другий раунд | Другий раунд | Другий раунд |
|  |              |              |              |              |              |  |  |              |              |              |              |              |
|  | Сенегал      | Сенегал      | 2            | 0            | 2            |  |  |              |              |              |              |              |
|  | Алжир        | Алжир        | 1            | 2            | 3            |  |  |              |              |              |              |              |
|  |              |              |              |              |              |  |  | Алжир        | Алжир        | 3            | 3            | 6            |
|  |              |              |              |              |              |  |  | Ефіопія      | Ефіопія      | 1            | 2            | 3            |
|  | Лівія        | Лівія        | 0            | 0            | 0            |  |  |              |              |              |              |              |
|  | Ефіопія      | Ефіопія      | 8            | 7            | 15           |  |  |              |              |              |              |              |

|  | Перший раунд | Перший раунд | Перший раунд | Перший раунд | Перший раунд |  |  | Другий раунд | Другий раунд | Другий раунд | Другий раунд | Другий раунд |
|  |              |              |              |              |              |  |  |              |              |              |              |              |
|  | Марокко      | Марокко      | 1            | 0            | 1 (ч)        |  |  |              |              |              |              |              |
|  | Кот-д'Івуар  | Кот-д'Івуар  | 1            | 0            | 1 (ч)        |  |  |              |              |              |              |              |
|  |              |              |              |              |              |  |  | Кот-д'Івуар  | Кот-д'Івуар  | 2            | 0            | 2 (ч)        |
|  |              |              |              |              |              |  |  | Малі         | Малі         | 2            | 0            | 2 (ч)        |
|  | Сьєрра-Леоне | Сьєрра-Леоне | —            | —            |              |  |  |              |              |              |              |              |
|  | Малі         | Малі         | —            | —            | т. п.        |  |  |              |              |              |              |              |

|  | Перший раунд | Перший раунд | Перший раунд | Перший раунд | Перший раунд |  |  | Другий раунд | Другий раунд | Другий раунд | Другий раунд | Другий раунд |
|  |              |              |              |              |              |  |  |              |              |              |              |              |
|  | Буркіна-Фасо | Буркіна-Фасо | 2            | 1            | 3 пен. 3     |  |  |              |              |              |              |              |
|  | Гамбія       | Гамбія       | 1            | 2            | 3 пен. 5     |  |  |              |              |              |              |              |
|  |              |              |              |              |              |  |  | Гамбія       | Гамбія       | 0            | 0            | 0            |
|  |              |              |              |              |              |  |  | Нігерія      | Нігерія      | 1            | 6            | 7            |
|  | Нігерія      | Нігерія      |              |              | без гри      |  |  |              |              |              |              |              |
|  |              |              |              |              |              |  |  |              |              |              |              |              |

|  | Перший раунд     | Перший раунд     | Перший раунд | Перший раунд | Перший раунд |  |  | Другий раунд     | Другий раунд     | Другий раунд | Другий раунд | Другий раунд |
|  |                  |                  |              |              |              |  |  |                  |                  |              |              |              |
|  | Республіка Конго | Республіка Конго | 2            | 1            | 3            |  |  |                  |                  |              |              |              |
|  | ЦАР              | ЦАР              | 0            | 1            | 1            |  |  |                  |                  |              |              |              |
|  |                  |                  |              |              |              |  |  | Республіка Конго | Республіка Конго | 0            | 0            | 0            |
|  |                  |                  |              |              |              |  |  | Камерун          | Камерун          | 5            | 5            | 10           |
|  | Камерун          | Камерун          |              |              | без гри      |  |  |                  |                  |              |              |              |
|  |                  |                  |              |              |              |  |  |                  |                  |              |              |              |

|  | Перший раунд         | Перший раунд         | Перший раунд | Перший раунд | Перший раунд |  |  | Другий раунд         | Другий раунд         | Другий раунд | Другий раунд | Другий раунд |
|  |                      |                      |              |              |              |  |  |                      |                      |              |              |              |
|  | Кенія                | Кенія                | 1            | 0            | 1            |  |  |                      |                      |              |              |              |
|  | Уганда               | Уганда               | 0            | 0            | 0            |  |  |                      |                      |              |              |              |
|  |                      |                      |              |              |              |  |  | Кенія                | Кенія                | 2            | 0            | 2            |
|  |                      |                      |              |              |              |  |  | Екваторіальна Гвінея | Екваторіальна Гвінея | 1            | 2            | 3            |
|  | Екваторіальна Гвінея | Екваторіальна Гвінея |              |              | без гри      |  |  |                      |                      |              |              |              |
|  |                      |                      |              |              |              |  |  |                      |                      |              |              |              |

|  | Перший раунд | Перший раунд | Перший раунд | Перший раунд | Перший раунд |  |  | Другий раунд | Другий раунд | Другий раунд | Другий раунд | Другий раунд |
|  |              |              |              |              |              |  |  |              |              |              |              |              |
|  | Лесото       | Лесото       | 1            | 2            | 3            |  |  |              |              |              |              |              |
|  | Есватіні     | Есватіні     | 0            | 1            | 1            |  |  |              |              |              |              |              |
|  |              |              |              |              |              |  |  | Лесото       | Лесото       | 0            | 0            | 0            |
|  |              |              |              |              |              |  |  | ПАР          | ПАР          | 1            | 6            | 7            |
|  | ПАР          | ПАР          |              |              | без гри      |  |  |              |              |              |              |              |
|  |              |              |              |              |              |  |  |              |              |              |              |              |

|  | Перший раунд | Перший раунд | Перший раунд | Перший раунд | Перший раунд |  |  | Другий раунд | Другий раунд | Другий раунд | Другий раунд | Другий раунд |
|  |              |              |              |              |              |  |  |              |              |              |              |              |
|  | Танзанія     | Танзанія     | 3            | 1            | 4 (ч)        |  |  |              |              |              |              |              |
|  | Замбія       | Замбія       | 3            | 1            | 4 (ч)        |  |  |              |              |              |              |              |
|  |              |              |              |              |              |  |  | Замбія       | Замбія       | 0            | 2            | 2 (ч)        |
|  |              |              |              |              |              |  |  | Зімбабве     | Зімбабве     | 1            | 1            | 2 (ч)        |
|  | Намібія      | Намібія      | 0            | 0            | 0            |  |  |              |              |              |              |              |
|  | Зімбабве     | Зімбабве     | 2            | 2            | 4            |  |  |              |              |              |              |              |

## Команди, що отримали путівку
| Команда              | Дата кваліфікації | Попередні виступи в чемпіонаті Африки з футболу серед жінок                 |
| -------------------- | ----------------- | --------------------------------------------------------------------------- |
| Гана (господар)      | 26 вересня 2016   | 11 (1991, 1995, 1998, 2000, 2002, 2004, 2006, 2008, 2010, 2014, 2016)       |
| Алжир                | 10 червня 2018    | 4 (2004, 2006, 2010, 2014)                                                  |
| Малі                 | 10 червня 2018    | 6 (2002, 2004, 2006, 2008, 2010, 2016)                                      |
| Нігерія              | 11 червня 2018    | 12 (1991, 1995, 1998, 2000, 2002, 2004, 2006, 2008, 2010, 2012, 2014, 2016) |
| Камерун              | 9 червня 2018     | 12 (1991, 1995, 1998, 2000, 2002, 2004, 2006, 2008, 2010, 2012, 2014, 2016) |
| Екваторіальна Гвінея | 9 червня 2018     | 4 (2006, 2008, 2010, 2012)                                                  |
| ПАР                  | 10 червня 2018    | 11 (1995, 1998, 2000, 2002, 2004, 2006, 2008, 2010, 2012, 2014, 2016)       |
| Замбія               | 10 червня 2018    | 2 (1995, 2014)                                                              |

## Бомбардири
8 голів
- Лоза Абера

4 голи
- Рехіма Зергав
- Дізаре Ораранозіє
- Жермен Сеопозенве

3 голи
- Фатіма Секуане
- Салімата Сімпор
- Габрієль Онгене
- Барбра Банда

2 голи
- Міріам Бенлазар
- Тереза Абена
- Аджара Нчут
- Едолфін Дембеле
- Адама Тамба
- Асісат Ошоала
- Шантель Ісау
- Аша Рашид
- Мейвіс Чіранду
- Маржорі Нйомве

1 гол
- Рахіма Бенайчуче
- Наїма Бугані
- Мадіна Рамдані
- Асія Сідхум
- Генрієтта Акаба
- Мадлен Нгоно Мані
- Жаннет Янго
- Крістель Демба
- Франжель Коколо
- Джейд Бохо
- Глорія Чінаса
- Гілен Нке
- Еріхіма Біза
- Сенайт Бойзо
- Хівот Бувлі
- Міркат Фелеке
- Віфлеєма Кеф'ялева
- Бізуаєгу Тадессе
- Фату Кулібелі
- Ребекка Ілло
- Анже Н'Гуессан
- Ліліан Адера
- Ессе Акіда
- Тереза Енгеша
- Лерато Хеме
- Холі Лебакенг
- Ліцеоан Малоро
- Хава Тангара
- Бассіра Туре
- Гізлане Чеббак
- Амарачі Окоронкво
- Маріяма Д'єдью
- Мама Діоп
- Хільда Магайа
- Нокутула Дламіні
- Стумай Абдаллах
- Донісія Мінджа
- Геллен Чанда
- Рейчел Кундананджі
- Місозі Зулу
- Еріна Джейк
- Еммакулейт Мсіпа

1 автогол
- Рамата Куанда (проти Гамбії)

## Виноски